# Pininfarina B95
Pininfarina B95 – elektryczny hipersamochód wyprodukowany przez niemieckie przedsiębiorstwo Automobili Pininfarina w 2025 roku.

## Historia i opis modelu
Komercyjny sukces modelu Battista zachęcił Automobili Pininfarina do zbudowania na jej bazie swojego drugiego modelu, ściśle limitowanego hipersamochodu B95. Samochód przedstawiono podczas amerykańskiego corocznego wydarzenia Monterey Car Week w Kalifornii w sierpniu 2023. Nazwa pojazdu nawiązuje do nadwozia Barchetta, z kolei liczba 95 nawiązuje do 95. rocznicy powstania oryginalnej włoskiej firmy Pininfarina.
Pod kątem wizualnym Pininfarina B95 utrzymana została w agresywnej estetyce, w ramach koncepcji nadwozia typu barchetta nie posiadając ani bocznych szyb, ani szyby czołowej oraz ramek drzwi. Nadwozie pokryto dwubarwnym, kontrastowym lakierem łączącym jasną szarość z żółcią. Pojad nawiązuje swoimi proporcjami oraz koncepcją stylistyczną do klasycznych włoskich samochodów wyścigowych. Do budowy B95 użyto karbonowego poszycia nałożonego na wykonany z tego samego tworzywa monokok.

### Sprzedaż
Automobili Pininfarina ściśle ograniczyło wielkość produkcji B95 do 10 sztuk, w cenie po 4,4 miliona euro za egzemplarz. Produkcja całej przewidzianej puli została wyznaczona na 2025 rok z produkcją we Włoszech. 

### Dane techniczne
Pininfarina B95 to samochód w pełni elektryczny, do którego napędu wykorzystany został zespół 4 silników przenoszących moc na wszystkie koła i rozwijając moc 1874 KM oraz 2340 Nm maksymalnego momentu obrotowego. Sprint do 100 km/h zajmuje mniej niż 2 sekundy, prędkość maksymalna ograniczona została do 300 km/h, z kolei akumulator o pojemności 120 kWh pozwala ładować z mocą do 270 kW i uzupełnić stan naładowania z 20 d0 80% w 25 minut. Układ napędowy dostarczyło chorwackie Rimac Automobili.